# Aprilia Racing Factory Team
Aprilia Racing Factory Team is het fabrieksteam van de Italiaanse motorfietsenfabrikant Aprilia. Het team komt binnen het wereldkampioenschap wegrace uit in de MotoGP-klasse.

## Geschiedenis
Aprilia deed al langere tijd mee aan het wereldkampioenschap wegrace zonder officieel fabrieksteam. Tussen 1994 en 2000 deed de fabrikant mee aan de 500cc met een RSW-2 500, een verbeterde versie van de RSV 250 die in de 250cc werd gebruikt. Vanaf 1997 werden de grootste successen geboekt met vijf podiumplaatsen (een voor Doriano Romboni en twee voor zowel Tetsuya Harada en Jeremy McWilliams) en een pole position, behaald door Harada in de Grand Prix van Italië 1999.
Tussen 2002 en 2004 keerde Aprilia terug in de hoogste klasse van het WK wegrace, dat was omgedoopt in de MotoGP. In deze periode maakte de fabrikant gebruik van de RS Cube. Zij kwamen gedurende deze periode echter niet in de buurt van het podium. Een zesde plaats, behaald door Colin Edwards tijdens de Grand Prix van Japan 2003, was hun beste racefinish. Daarnaast zette Noriyuki Haga tijdens de Grand Prix van Frankrijk 2003 de snelste ronde neer.
In 2012 keerde Aprilia wederom terug in de MotoGP, waarbij zij gebruik maakten van de nieuwe Claiming Rule Team (CRT)-categorie. Hierin werden onafhankelijke teams met lagere budgetten aangemoedigd om motorfietsen van fabrikanten die zich niet officieel hadden aangesloten bij de MotoGP te gebruiken. Aprilia leverde onder de naam ART (Aprilia Racing Technology) motoren aan de teams Aspar Team, Paul Bird Motorsport, Speed Master, AB Motoracing en IodaRacing Project. In deze tijd waren de ART-motoren vaak de beste binnen de CRT-categorie.
In 2015 deed er weer een officieel team van Aprilia mee in de MotoGP. Zij gingen een samenwerking aan met Gresini Racing, aangezien er dat seizoen officieel geen nieuwe teams werden toegelaten. In deze hoedanigheid nam de fabrikant tot 2021 deel aan de MotoGP met de RS-GP. In de Grand Prix van Groot-Brittannië 2021 behaalde Aleix Espargaró de enige podiumfinish van het Aprilia Racing Team Gresini.
Vanaf het seizoen 2022 neemt Aprilia voor het eerst met een officieel fabrieksteam deel aan de MotoGP, met Aleix Espargaró en Maverick Viñales als coureurs.